# (68950) 2002 QF15
2002 كيو أف 15 (ويعرف أيضًا باسم (68950) 2002 كيو أف 15 وفق تسمية الكوكب الصغير) (بالإنجليزية: 2002 QF15)‏ هو كويكب ضمن حزام الكويكبات؛ وترتيبه 68950 من حيث الاكتشاف.
اكتُشف هذا الجُرم الفلكي بواسطة بحث لنكولن عن الكويكبات القريبة من الأرض في 27 أغسطس 2002.

## وصلات خارجية
- (68950) 2002 QF15 في قاعدة بيانات مختبر الدفع النفاث لأجرام النظام الشمسي الصغيرة

- الاكتشاف · مخطط المدار ·  العناصر المدارية · المعلمات المادية

- (68950) 2002 QF15 على موقع ويكي سكاي: DSS2, SDSS, GALEX, IRAS, Hydrogen α, X-Ray, Astrophoto, Sky Map, Articles and images